# 北京国際マラソン
北京マラソン（ペキン-）は、毎年10月に北京で開催され、中国陸上競技連盟が主催し、北京体育局および北京市当局が公認するマラソンの国際大会である。

## 概要
10月の北京は気候がよく、例年レース中の平均気温は11～18度程度であり、またコースも比較的平坦なので、高速タイムが出やすいマラソンコースといわれている。男子の大会記録は、2013年大会でエチオピアのタデッセ・トラが出した2時間7分16秒。また女子の大会記録は、2003年大会で中国の孫英傑が出した2時間19分39秒。
コースは、天安門広場をスタートとして、選手達は北京市内を巡ったあと、国家オリンピックスポーツセンターのゴールに飛び込む。また、男女の選手達は、時間差を設けた上で、同じコースを同時にレースする。北京の道路は道幅が広いため、細い道路に慣れた選手には、景色の動きが遅く、自分が遅く走っているように思えるという。
また、女子のレースは1989年第9回大会から始まったが、2002年第22回大会から2005年第25回大会まで、マラソン世界歴代第5位の記録を持つ中国の孫英傑がこの大会4連覇を達成している。2005年大会の翌日、南京で行われた全国運動会の10000mで、孫はドーピングで失格し、その後のレースは出場停止とされたが、全国運動会のマラソンを兼ねた北京国際マラソンのドーピング検査は合格で、優勝も取り消されていない。
また、2005年第25回大会では、先頭を独走していたケニアのベンソン・チェロノ（男子）の前にいた中継車が、ゴール直前にコース通りに走らず、選手の誘導もうまく行われなかったため、チェロノがコースのおよそ800m分をショートカットしてしまった。結局チェロノと後続の選手とのタイム差と、選手本人にはなんら責任がなかったことを考慮して、チェロノの優勝は有効とされ、800メートル分の所要時間を計算して参考記録が発表されたが、国際的なルールに照らせば失格であり、運営方法にも決定にも問題があると批判をあびた。
2012年第32回大会は中国共産党第十八次全国代表大会の影響などから11月25日に開催されるとともに、申し込み受付開始直後は日本人の登録を認めていなかったが、抗議を受けたため数日後には日本人の参加受付を行うというハプニングもあった。更に2020年以降はゼロコロナ政策で中止

## 歴代優勝者
太数字は（当時の）大会記録。
| 回 | 年   | 男子優勝者                       | タイム   | 女子優勝者                           | タイム  |
| -- | ---- | -------------------------------- | -------- | ------------------------------------ | ------- |
| 1  | 1981 | シェル・エリクスタール (SWE)     | 2:15:20  |                                      |         |
| 2  | 1982 | 李宗亨 (PRK)                     | 2:14:44  |                                      |         |
| 3  | 1983 | ロン・タブ (USA)                 | 2:18:51  |                                      |         |
| 4  | 1984 | 喜多秀喜 (JPN) 神戸製鋼          | 2:12:16  |                                      |         |
| 5  | 1985 | 宗茂 (JPN) 旭化成                | 2:10:23  |                                      |         |
| 6  | 1986 | 児玉泰介 (JPN) 旭化成            | 2:07:35  |                                      |         |
| 7  | 1987 | ジュマ・イカンガー (TAN)         | 2:12:19  |                                      |         |
| 8  | 1988 | アベベ・メコネン (ETH)           | 2:07:35  |                                      |         |
| 9  | 1989 | ペテル・ダール (DEN)             | 2:12:47  | ムン・ギョンエ (PRK)                 | 2:27:16 |
| 10 | 1990 | ペテル・ダール (DEN) -2-         | 2:14:55  | 黎葉梅 (CHN)                         | 2:32:14 |
| 11 | 1991 | ネガシュ・デュベ (ETH)           | 2:12:55  | デボラ・ノイ (GBR)                   | 2:35:18 |
| 12 | 1992 | 泉宜広 (JPN)・ダイエー           | 2:11:29  | 謝麗華 (CHN)                         | 2:28:53 |
| 13 | 1993 | 胡剛軍 (CHN)                     | 2:10:57  | 黎葉梅 (CHN) -2-                     | 2:30:36 |
| 14 | 1994 | 胡剛軍 (CHN) -2-                 | 2:10:56  | 王軍霞 (CHN)                         | 2:31:11 |
| 15 | 1995 | 孟憲輝 (CHN)                     | 2:16:22  | 任秀娟 (CHN)                         | 2:30:00 |
| 16 | 1996 | ネルソン・ヌデレバ (KEN)         | 2:10:37  | 任秀娟 (CHN) -2-                     | 2:27:13 |
| 17 | 1997 | 胡剛軍 (CHN) -3-                 | 2:09:18  | 藩金紅 (CHN)                         | 2:26:39 |
| 18 | 1998 | 金中元 (PRK)                     | 2:13:49  | 王艶栄 (CHN)                         | 2:28:50 |
| 19 | 1999 | 鈴木賢一 (JPN) 富士通            | 2:11:33  | 艾冬梅 (CHN)                         | 2:29:20 |
| 20 | 2000 | ネルソン・ヌデレバ (KEN) -2-     | 2:13:52  | 魏亜南 (CHN)                         | 2:26:34 |
| 21 | 2001 | 宮科 (CHN)                       | 2:10:11  | 劉敏 (CHN)                           | 2:23:37 |
| 22 | 2002 | 李柱宏 (CHN)                     | 2:13:09  | 孫英傑 (CHN)                         | 2:21:21 |
| 23 | 2003 | イアン・シスター (ZAF)           | 2:07:49  | 孫英傑 (CHN) -2-                     | 2:19:39 |
| 24 | 2004 | ジェームス・モイベン (KEN)       | 2:10:42  | 孫英傑 (CHN) -3-                     | 2:24:11 |
| 25 | 2005 | ベンソン・チェロノ (KEN)         | 2:09:15※ | 孫英傑 (CHN) -4-                     | 2:21:01 |
| 26 | 2006 | ジェームス・キプサング (KEN)     | 2:10:36  | 孫偉偉 (CHN)                         | 2:34:41 |
| 27 | 2007 | ネファト・キニャンジュ (KEN)     | 2:08:09  | 陳栄 (CHN)                           | 2:27:50 |
| 28 | 2008 | ベンジャミン・キプト (KEN)       | 2:10:14  | 白雪 (CHN)                           | 2:26:47 |
| 29 | 2009 | サムエル・ムツリ (KEN)           | 2:08:20  | 白雪 (CHN) -2-                       | 2:34:44 |
| 30 | 2010 | シラジ・ゲナ (ETH)               | 2:15:45  | 王佳麗 (CHN)                         | 2:29:31 |
| 31 | 2011 | キプロプ・キプコリル (KEN)       | 2:09:00  | 魏小傑 (CHN)                         | 2:28:05 |
| 32 | 2012 | タリク・ジュファー (ETH)         | 2:09:39  | 賈超風 (CHN)                         | 2:27:40 |
| 33 | 2013 | タデッセ・トラ (ETH)             | 2:07:16  | 張瑩瑩 (CHN)                         | 2:31:19 |
| 34 | 2014 | ギルマイ・ビルハヌ (ETH)         | 2:10:42  | ファツマ・サド (ETH)                 | 2:30:03 |
| 35 | 2015 | マリコ・キプチュンバ (KEN)       | 2:11:00  | ベテレヘム・モジェス (ETH)           | 2:27:31 |
| 36 | 2016 | マクアネト・ゲブレアイエノ (ETH) | 2:11:09  | メセレト・メンギスツ (ETH)           | 2:25:56 |
| 37 | 2017 | サラ・エディーン・ブナスル (MAR) | 2:11:18  | メセレク・ベイエン (ETH)             | 2:27:44 |
| 38 | 2018 | デジェネ・デベラ (ETH)           | 2:12:08  | ヴァラリー・ジェメリ・アイヤベ (KEN) | 2:21:38 |
| 39 | 2019 | マシュー・キソリオ (KEN)         | 2:07:06  | ストゥメ・アセファ (ETH)             | 2:23:31 |

- ※印：前述の通り参考記録扱い（実際のゴールタイムは2:06:55）